# Hay El Hassani
Pour les articles homonymes, voir Hassani.
Hay El Hassani (الحي الحسني) est un des plus anciens quartiers de Casablanca, situé au sud-ouest de la ville, comptant 323 277 habitants répartis sur 25,91 km2.
Les découvertes archéologiques à Sidi Abderrahman (sortie sud de Casablanca) attestent d’un peuplement du site depuis la préhistoire. Il semble qu'il était occupé par des pêcheurs berbères depuis la plus haute Antiquité, époque à laquelle l’endroit sert d’escale aux navires phéniciens en route pour les îles Purpuraires au large d’Essaouira.